# Forest Ray Moulton
Forest Ray Moulton, ameriški astronom, * 29. april 1872, Le Roy, Michigan, ZDA, † 7. december 1952, Chicago, Illinois, ZDA.

## Življenje in delo
Moulton je diplomiral leta 1894 na Kolidžu Albion, doktoriral pa leta 1899 na Univerzi v Chicagu, kjer je bil profesor od leta 1912 do 1927. Tam je tudi preživel ostanek svojega strokovnega življenja.
Njegovo znanstveno delo se v glavnem nanaša na nebesno mehaniko Celestial Mechanics (1902); Astronomy (1931). Skupaj z geologom Thomasom Chamberlinom je leta 1905 postavil planetezimalno teorijo o nastanku Osončja iz spiralne meglice. Ko so Seth Nicholson in pozneje še drugi v začetku 20. stoletja odkrili male Jupitrove satelite, je Moulton predlagal, da so to verjetno ujeti asteroidi. Današnji astronomi sprejemajo njegovo razlago.

## Priznanja

### Poimenovanja
Po njem se imenuje udarni krater Moulton na Luni in asteroid glavnega asteroidnega pasu 993 Moultona.
1. 1 2  MacTutor History of Mathematics archive — 1994.
2. 1 2  SNAC — 2010.
3. 1 2  Brozović D., Ladan T. Hrvatska enciklopedija — LZMK, 1999. — 9272 p.